# Alliance Internationale de Tourisme
Alliance Internationale de Tourisme é uma federação internacional de organizações de automobilismo. Foi fundada no Casino Bourgeois em Luxemburgo, em 4 de agosto 1898 como Internationale des Associations Ligue Touristes (LIAT), mas mudou seu nome em 30 de maio de 1919.